# Victoria Weichmann
Victoria Martha Jakoba Henriette Weichmann (verehelichte Triebkorn; * 4. August 1914 in Zehlendorf; † 14. September 1943 in Pilenkowo) war eine deutsche Tänzerin und Filmschauspielerin.

## Leben
Victoria Weichmann kam 1938 als Komparsin zum deutschen Film und spielte unter der Regie von Viktor Tourjansky an der Seite von Zarah Leander in der Literaturverfilmung Der Blaufuchs. Es folgten mindestens zwei weitere Filme: 1939 besetzte sie Willi Forst in seiner Filmkomödie Bel Ami, die auf dem gleichnamigen Roman von Guy de Maupassant basiert. Im selben Jahr entstand der Revuefilm Wir tanzen um die Welt, in dem sie Hansi, eine der vielen jungen Tänzerinnen der Truppe „Jenny Hill“, verkörperte.
Sie konzentrierte sich von nun an auf ihre tänzerische Tätigkeit und etablierte sich als Tänzerin auf der Bühne. Zum Film kehrte sie nicht zurück. Während des Zweiten Weltkriegs wurde die Künstlerin für Wehrmachttourneen an der Ostfront verpflichtet, wo sie bei den Kämpfen am Kuban-Brückenkopf Mitte September 1943 durch einen Fliegerangriff ums Leben kam.
Ab 1940 war Victoria Weichmann mit ihrem Berufskollegen Rudolf Triebkorn verheiratet, der 1942 ebenfalls im Kriegseinsatz an der Ostfront starb.

## Filmografie
- 1938: Der Blaufuchs (Viktor Tourjansky)
- 1939: Bel Ami (Willi Forst)
- 1939: Wir tanzen um die Welt (Karl Anton)